# Centro-Sul Mato-Grossense
Centro-Sul Mato-Grossense è una mesoregione dello Stato del Mato Grosso in Brasile.

## Microregioni
È suddivisa in 4 microregioni:
- Alto Pantanal
- Alto Paraguai
- Cuiabá
- Rosário Oeste